# Frederik Vesti
Frederik Vesti, född den 13 januari 2002 i Vejle är en dansk racerförare.
Vesti vann den första säsongen av formel 3-serien Formula Regional European Championship. Han har sedan kört i FIA Formula Two Championship och ingår i Mercedes Grand Prix utbildningsprogram Mercedes Junior Team.